# 2022年9月澳門
2022年9月澳門是指澳門在2022年9月發生的重大新聞事件。

## 9月1日
- 第166 /2022號行政長官批示生效，由中國大陸、香港和台灣居民，以及因應人員往來的實際需要，經衛生當局評估疫情風險後指定的其他國家或地區的非本地居民，在遵守衛生當局訂定的入境條件的前提下，方可進入澳門特別行政區。該批示將廢止現行的第64/2022號行政長官批示。[1]另外，衛生局根據第166/2022號行政長官批示第一款的規定作出第401/A/SS/2022號、第410/A/SS/2022號、第411/A/SS/2022號、第412/A/SS/2022號公告，自2022年9月1日零時起，調整中國大陸、香港及台灣居民以外的非本地居民（下稱須持外國護照入境的人士）入境本澳的防疫措施。[2]
- 博彩監察協調局公佈，8月份全澳博彩毛收入21.89億澳門元，較7月賭收3.98億元多4.5倍，按年則跌50.7%。1-8月累計博彩毛收入288.57億元，按年減少53.4%。[3]
- 全澳COVID-19常規核酸檢測收費由當天起降至45元。[4]
- 行政長官賀一誠以批示公佈科學技術發展基金信託委員會成員，其中唯一新委任的成員便是賀一誠的兒子——賀建東，即澳門科技總會會長。其中澳門立法會直選議員高天賜在其社交媒體貼文，批評有關委任是任人唯親。[5]直選議員兼任民眾建澳聯盟理事長的李良汪在上一年度澳門立法會會期總結時，批評相關官僚主義仍影響施政、官員問責未完善及公帑未被善用。[6]

## 9月2日
- 周焯華涉建立犯罪集團，不法經營賭博、詐騙及清洗黑錢等共289項罪，案件定在下午2時45分於澳門特別行政區初級法院開審。[7]由於首日庭審中21名被告只有10人出席，法庭決定押後至同年9月19日下午2時45分再訊。[8]

## 9月5日
- 環境保護局表示，為保障本澳環境質素，有序推行減塑措施。繼2020年推出一次性發泡膠餐具的管制以及2021年推出不可降解一次性塑膠餐飲吸管及飲料攪拌棒的管制措施後，現透過第175/2022號行政長官批示，禁止不可降解之一次性塑膠刀、叉、匙的進口，而有關行政長官批示將於2023年1月1日起生效。[9]

## 9月6日
- 據投行Sanford C. Bernstein Ltd研究報告指出，9月首4日的博彩收入仍然疲軟，僅錄得8,800萬元賭收。又指儘管8月22日至31日（共十天）期間的賭收為7,900萬元，日均賭收上漲了12%，但升幅明顯受到內地出境旅遊限制所影響。[10]
- 珠海市公共資源交易中心網近日發布《橫琴粵澳深度合作區城市規劃和建設局推動放開澳門單牌營運車輛入出橫琴粵澳深度合作區專題研究政府採購專案招標公告》，預算金額為人民幣230萬元向社會公開招標，就放開澳門單牌營運車輛入出深合區開展相關研究工作。文件指，計劃進一步放寬電召的士、的士、巴士、旅遊大巴等澳門單牌營運車輛進出。[11]

## 9月7日
- 珠澳口岸通關場所限次通行措施暫定再延長一個月，從2022年9月9日凌晨零時至10月8日晚上12時。[12]

## 9月8日
- 在新型冠狀病毒感染應變協調中心例行新聞發佈會上，有記者問及澳門6‧18疫情的開支，衛生局傳染病防控處處長梁亦好回應時表示，當局在全民核檢、快測、口罩花費約6億元，至於其餘如隔離酒店等費用，仍然欠奉。就港澳免隔離通關方面，梁亦好回應稱，香港現時每日有約一萬宗確診病例，顯示病毒在社區傳播，現階段未具備免隔離通關的條件。[13]
- 教育及青年發展局公佈2022/2023學年的學界比賽防疫措施，規定所有參加者於首場比賽前作一次48小時內核酸檢測，有關費用由政府承擔；未完成接種或未曾接種疫苗人士在參加後續的每場比賽前須自費作48小時內核酸檢測。[14]相關爭議引起“迫針”存疑，教青局非高等教育廳廳長張子軒回應時表示，措施是希望以最大的力度保障所有參賽學生的身心安全。[15]

## 9月9日
- 德晉集團負責人陳榮煉因涉嫌以犯罪集團經營“賭底面”，詐騙六博企及特區政府，正遭羈押候審。根據初級法院排期，已定於12月5日早上9時45分開審。他被控犯罪集團、在許可地方內不法經營賭博、詐騙、清洗黑錢等83項罪。[16]
- 行政長官賀一誠對英國女皇伊麗莎白二世離世表示哀悼，並向其家人、英國人民以誠摯的慰問。[17]
- 政府就修改《澳區國安法》舉行行政法務界別專場公開諮詢會。[18]

## 9月10日
- 新型冠狀病毒感染應變協調中心就網傳澳門科技大學有病毒核酸樣本呈陽性事宜，指衛生局於9月9日晚上收到2管10混1核酸檢測樣本初步檢測弱陽性的報告，隨即按照程序將20名人士單獨採樣檢測，結果均為陰性，已排除感染的可能性。[19]
- 原於6月下旬舉行的大型消費折扣展“金沙物美嘉年華”延至當天起一連三天在金光會展舉行。[20]
- 中秋節當天至晚上9時各出入境口岸共錄得2.7萬人次旅客出入境。[21]

## 9月11日
- 新型冠狀病毒感染應變協調中心調整持外交護照、聯合國簽發之〝Laissez Passer〞護照或澳門特別行政區政府簽發的外交代表或領事官員證件之人士的入境澳門措施。[22]

## 9月12日
- 受熱帶氣旋“梅花”下沉氣流影響，氣象局預計9月13日和14日天氣非常酷熱，最高氣溫將達到36度。[23]
- 中國電信 (澳門)中國大陸漫遊服務出現故障，經過搶修後，部分客戶已能陸續恢復使用服務相信短時間內所有服務都能恢復正常。[24]

## 9月13日
- 橫琴-澳門跨境通勤專線作出大規模調整，新增4條高校專線合共提供12個班次。[25][26]

## 9月14日
- 交通事務局新增及調整三條往返主要高等院校巴士路線，其中新增35S路線，往返湖畔大廈及澳門鏡湖護理學院；71S路線恢復營運，澳門半島總站臨時調整至“河邊新街／豐順新邨”站，並臨時停靠“河邊新街／貨倉巷”站；73S路線大規模調整行程，改經路氹連貫公路一帶。[27]
- 澳門新一輪賭牌競投於當天傍晚截標，陸續有現有賭牌持牌人提交競投標書。其中永利澳門已於9月14日提交標書，金沙中國、新濠博亞娛樂和美高梅中國等於當天較早時陸續遞交標書競投賭牌。[28]其後在遞交期限前一小時，GMM股份有限公司三名代表到場遞交標書，其公司管理層為馬來西亞雲頂集團主席林國泰，註冊資本為100萬澳門元[29]。
- 修改《澳區國安法》舉行最後一場專場諮詢會，對象主要運輸工務界別人士，惟整個諮詢會僅得三人發言，且是在保安司司長黄少澤再三邀請下。三名與者會主要關注「國家秘密」的定義及公共空間建築藝術作品涉及國安問題。[30]

## 9月15日
- 為鼓勵車主淘汰較高污染的老舊柴油車，進一步改善空氣質素及保障居民健康，特區政府推出《淘汰老舊柴油車資助計劃》，接受申請日期至2023年3月15日。[31]
- 行政長官賀一誠率領澳門特別行政區政府代表團前往廣東省珠海市橫琴粵澳深度合作區出席橫琴粵澳深度合作區管委會第四次會議、2022年度粵澳合作聯席會議，以及橫琴“二線”海關監管作業場所主體工程落成儀式等活動。行政法務司司長張永春、經濟財政司司長李偉農、保安司司長黃少澤及社會文化司司長歐陽瑜等官員隨行。[32]
- 在新型冠狀病毒感染應變協調中心記者會上，有記者關注到康復者須接受單樣檢測的安排及其費用的問題，衛生局疾病預防及控制中心健康促進處代處長黃穎雯指出，感染者解除隔離後，有一段較長時間會出現復陽，若接受 10混 1檢測，很大機會出現陽性，屆時須按機制作單様檢測，將對同管其他受檢者會帶來極大不便，亦可能引起社會恐慌。就記者關注日前通報2管混樣樣本陽性的情況，衛生局於9月9日晚上接獲通報2管10混1樣本核酸檢測結果呈弱陽性，隨即啟動有關覆檢機制，聯絡所有涉及人士，並由消防局派車接送載往仁伯爵綜合醫院進行快速抗原檢測和單樣核酸檢測。其中，第1管陽性樣本的10位人士為剛完成醫學觀察並處於自我健康管理期（黃碼）的人士，有香港特別行政區及台灣地區等地的旅居史；而第2管陽性樣本涉及的為一般人士，其中1人為近日由台灣地區來澳人士，剛完成醫學觀察並處於自我健康監測期（綠碼）人士。該20名人士經單獨採樣檢測的結果均為陰性，排除受感染的可能性。對於當天珠海衛生部門通報，一名茂名新冠陽性病例的同行密切接觸者已在珠海被管控，有消息會公佈。[33][34]對於傳出台灣指有來自澳門的輸入病例，問及當局是否屬實？衛生局健康促進處代處長黃穎雯稱，暫未有收到相關消息。[35]
- 英女皇伊利沙伯二世逝世，英國駐香港總領事館於14日和同日於馬禮遜教堂放置了弔唁冊以及伊利沙伯二世的遺照供市民瞻仰。[36]
- 交通事務局交通諮詢委員會“公共運輸服務改善工作小組”舉行會議，探討2022年6－7月澳門大規模疫情對巴士服務的影響、開學周的巴士服務安排、巴士服務評鑑及近期巴士路線安排等事項。其中交通局指出，首八個月巴士載客1.07億人次，日均44.2萬人次，較2021年日均減少16%，較疫情前（2019年）日均減少三成，其中7月日均只有11萬人次，創近年新低[37]。

## 9月16日
- 《博彩專營合約》公開競投進行開標，開標結果公佈全部獲接納參與競投。是次提交標書的七間公司分別為：永利渡假村（澳門）股份有限公司、威尼斯人澳門股份有限公司、新濠博亞（澳門）股份有限公司、澳娛綜合度假股份有限公司、美高梅金殿超濠股份有限公司、銀河娛樂場股份有限公司、GMM股份有限公司；其中GMM股份有限公司獲有條件接納參與競投。公開競投委員會主席、行政法務司司長張永春表示，下一步將與被接納標書的公司進行諮詢、磋商及審議標書內容，相關工作暫未有時間表，而此次賭牌批給的所有工作將於年底全部完成。[38][39]
- 公共建設局公佈環松山步行系統設計連建造工程完成，行人隧道連接新口岸、松山跑步徑及高士德區，同時興建兩組行人天橋跨越羅理基博士大馬路，一組接駁至馬六甲街，另一組連接至回力與皇家金堡酒店之間的行人路上[40]。

## 9月17日
- 位於荷蘭園大馬路89號至95G號建築群組成部分的澳門文學館舉行開幕儀式，翌日起全面對外開放，向市民及旅客展示本地文學面貌，推動文學交流和多元媒合，為本地文學提供更大的發展空間[41]。

## 9月18日
- 台灣台東縣在當天下午2時多發生6級以上地震。地球物理暨氣象局收到1名市民報告感覺到該地震，氣象局錄到該地震強度為6.9級，距離澳門以東約800公里[42]。

## 9月19日
- 珠澳聯防聯控澳方工作組接珠海方面通知：根據當前疫情形勢，經珠澳聯防聯控機制協商一致，自上午6時起，經珠澳口岸入境(珠海)人員須持48小時內核酸檢測陰性證明。珠澳口岸其他疫情防控措施保持不變[43]。
- 周焯華案繼續開審，周焯華妻子陳慧玲亦在場，法院續開設延伸法庭直播庭上情況[44]。周焯華在庭上否認經營賭底面公司和洗黑錢罪[45]。

## 9月20日
- 中共中央宣傳部舉行「中國這十年」系列主題新聞發佈會，國務院港澳辦副主任黃柳權及王靈桂介紹中共的「十八大」，即中國共產黨第十八次全國代表大會於2012年11月舉行至今，「一國兩制」在港澳的成功實踐情況，並回答記者問。有來自澳門媒體問及受疫情等因素影響澳門當前發展面臨較多困難，中央會怎樣支持幫助澳門克服困難；以及中央一直強調要支持澳門經濟適度多元發展，有關進展情況如何。黃柳權亦兩度主動提及本澳修改「維護國家安全法」，但沒有詳述，只稱「切實維護國家主權、安全、發展利益。」[46]
- 統計暨普查局資料顯示，隨著8月初珠澳口岸通關措施有所放寬，當月入境旅客較7月大幅增加近33倍至331,397人次，與去年同月比較則減少19.0%[47]。
- 澳門科技大學學校餐廳 “囍點”發生用餐後集體胃腸炎事件，事件涉及23人，市政署稱，經衛生局流行病學調查，相信事件較大可能由細菌引起[48]。
- 黑沙環一托兒所懷疑發生虐待兒童事件，司警指已接手調查，社工局指十分關注該事件[49]。
- 周焯華案進入第三日的庭審，周焯華在庭上回答辯方律師問題時表示，經營賭底面業務，或能賺取「碼佣」，但太陽城集團多年來分紅情況較理想，亦不清楚員工是否向客人推廣賭底面。周指賭底面在全澳賭場以及貴賓廳存在，在澳門屬普遍現象，甚至在回歸前、太陽城集團未成立前已存在[50]。

## 9月21日
- 0時起，前往廣東省以外地方的人士的離澳核檢人士作出調整[51]。
- 土地工務局公布，新城A區東區-2詳細規劃草案將於2022年10月7日至12月5日開展推廣、展示和公開諮詢，為期60日[52]。
- 黑沙環托兒所虐兒案有新進展，司警經調查後拘捕一名30多歲的菲律賓女性外地僱員，其涉嫌觸犯過失傷害他人身體罪，期間有人承認曾作出相關行為，但聲稱當時無注意男童有否受傷，相關案件移交檢察院處理[53]。
- 行政長官賀一誠作出批示，以臨時定期委任方式續任何蔣祺，代表澳門特區擔任「澳門輕軌股份有限公司」（下稱輕軌公司）的董事及董事會主席，為期三年[54]。
- 一對年過七旬的姊弟被發現倒斃於西坑街一大廈單位內已超過一個多月，司警經調查在兩名死者屍體表面未有發現其他可疑或可能由刑事造成的傷痕[55]。
- 周焯華案續審，第三被告張一平和第四被告馬天倫繼續進行答辯。其中第三被告張一平否認曾參與任何電投、網投工作。第四被告馬天倫指，相關賭底面系統不屬於太陽城，而是為第五被告張志堅進行開設[56][57]。
- 第41屆澳門國際馬拉松將於12月4日舉行，共設1.2萬個參賽名額，馬拉松及半程馬拉松將於10月8日起接受報名，迷你馬拉松則由10月9日起報名，同時新增「澳門馬拉松」手機應用程式報名。體育局局長潘永權透露，計劃邀請國內跑手來澳參賽，至於香港或其他地區人士，只要符合出入境防疫政策及遵守衛生局防疫指引，均可來澳參賽[58]。
- 澳門特別行政區政府市政署對四座市政街市綜合管理服務公開招標，包括下環街市、台山街市、氹仔街市和路環街市提供清潔、保安服務外，還包括街市日常開放、設備設施維護管理，以至協助當局人員完成鮮活食品報價、巡查攤位營運、售賣食品安全、記錄違法行為及檔位衛生情況等進行招標，預計2023年起交由外判管理[59]。

## 9月22日
- 澳門金融管理局把貼現窗基本利率調升75個基點至3.50%[60]。
- 新型冠狀病毒感染應變協調中心新聞發佈會上，當局指沒考慮取消醫觀措施，指取消醫觀將違防疫方針，但會研究能否縮減醫觀時間。至於國慶黃金周有否進一步寬關措施，治安警行動及通訊處長馬超雄回應稱，暫無新措施，倘有會適時公佈。至於港澳通關安排方面，目前由香港經大橋澳門口岸入境澳門毋須再核檢可直接入住醫觀酒店，省卻在口岸等待核檢結果的時間[61]。
- 周焯華案續審，周焯華在庭上主動回應對相關「賭底面」系統不知情[62]。案中第五被告張志堅回答律師提問時，承認有私下經營「賭底面」[63]。
- 澳門航空宣佈將於10月12日分別恢復澳門往返河內國際機場及東京成田國際機場航班，另外於11月1日恢復澳門往返台北桃園國際機場航班，三條恢復的航線每周一班[64]。

## 9月23日
- 第十屆澳門國際旅遊（產業）博覽會於澳門威尼斯人金光會展A館及B館開幕，展期為期三日至9月25日，配合十周年口號「十年旅博 澳聚八方」，打造七大亮點，深化「旅遊＋」跨界融合，助力旅遊及相關業界促進交流合作、共拓商機[65][66]。
- 澳門特別行政區行政會舉行新聞發佈會，其中發佈《減輕因二○二二年疫情對澳門特別行政區居民造成負面影響的生活補貼計劃》行政法規草案[67]。在《減輕因2022年疫情對澳門特別行政區居民造成負面影響的生活補貼計劃》行政法規草案中，向“第三輪抗疫電子消費優惠計劃”的受益人注入8,000元生活補貼，每日使用上限為300元[68]。
- 同日行政會新聞發佈會上，完成討論《公共行政改革諮詢委員會》行政法規草案，法規主要內容包括︰委員會將由行政法務司司長擔任主席，取消副主席、秘書長及副秘書長。成員總數由原來不少於 25名減為最多 15名，當中 12人為社會人士、專家及學者，任期 2年，可續期[69]。
- 周焯華案續審，第五被告張志堅和第六被告遊澳集團及訊力科技負責人周振熙承認“賭底面”，兩人均願意承擔相關責任[70]。但否認詐騙博企及政府，以及否認自己是周焯華領導之下的頭目[71]。
- 歷時建造時間為470日，造價2.3億的環松山步行系統於10月1日啟用，貫通了松山、連接高士德大馬路一帶與新口岸區周邊的通道[72]。
- 政治局常委、國務院副總理、中央港澳工作領導小組組長韓正主持召開視像會議，聽取特首賀一誠匯報澳門當前經濟形勢和有關工作情況。韓正表示，中央將在基礎設施建設、重要民生工程，經濟適度多元發展等方面給予澳門全力支持，積極回應廣大澳門同胞的關切[73]。

## 9月24日
- 澳門旅遊局公佈於9月23日錄得26,120入境旅客人次，比端午節期間日均旅客量增加超過一成，亦為618疫情至今的最高單日入境旅客紀錄[74]。
- 上午11時，行政長官賀一誠在澳門特別行政區政府總部召開新聞發佈會，介紹國務院副總理韓正主持會議中介紹的中央惠澳措施，發佈會中，行政法務司司長張永春和經濟財政司司長李偉農亦有出席。在會議中，中央決定恢復內地赴澳旅行團及電子簽證，預料 10月底、11月初可以落實，首先將恢復四省一市包括廣東省等赴澳旅行團，亦會設清晰的熔斷及恢復機制；以及其他推動澳門大型基礎設施的事宜，包括澳門輕軌澳氹東線途經關閘三不管地帶延伸至青茂口岸及澳門國際機場擴建跑道及擴充停機坪工程[75][76]。

## 9月25日
- 2021年因疫情需停辦一年的澳門國際音樂節於澳門文化中心舉行開幕儀式[77]。

## 9月26日
- 澳門司法警察局偵破一個網上討論區操縱賣淫集團，9名澳門居民被捕，涉案金額達1,500萬多元[78]。
- 一名12歲男初中生在氹仔圖書館涉嫌性侵一名3歲女童，被司警拘捕，他否認犯案，而同行的5歲男童亦表示目睹事發經過[79]。
- 多間銀行陸續調升最優惠利率，均上調0.125%，至 5.375%[80]。
- 新型冠狀病毒感染應變協調中心表示，因澳門疫情穩定及已進入防疫常態化階段，故每週四下午5:00的例行疫情新聞發佈會從該週起暫停[81]。
- 周焯華案續審，第七被告市場部副總裁盧石峰否認宣傳賭底面，第十被告帳房總監表示從沒協助環球E城[82]。

## 9月27日
- 就兩名獄警人員分別涉嫌詐騙、犯罪集團和操縱賣淫而被移送檢察院偵辦的案件，懲教管理局高度關注，並對於有獄警人員涉嫌違法感到非常震驚及痛心[83]。
- 一戶通持續優化電子卡包功能，即日起推出“一戶通專業卡證”，便利藥劑師、教師、律師、建築師等24類專業工作從業者，可透過“一戶通”出示電子卡證。與此同時，電子卡包亦根據卡證類別，清晰區分為“生活類”和“專業類”，以便用戶能快速查找和使用所需卡證。現時，共有28張生活卡證和12張專業卡證可供相關用戶綁定[84]。
- 澳門旅遊局舉行世界旅遊日慶祝活動，包括於口岸歡迎幸運旅客，以及復辦托盤比賽[85]。

## 9月28日
- 第13屆國際基礎設施投資與建設高峰論壇於澳門威尼斯人金光會展舉行開幕儀式[86]。
- 澳門特別行政區政府房屋局聲明放棄位於祐漢新村第八街面積合共1,544平方米的八幅土地以租賃方式批出，有關放棄是指無帶任何責任或負擔的土地歸還給國家，以納入國家私產[87]。
- 澳門大學澳門研究中心及經濟學系（下稱，研究團隊）表示，特區政府在今年「維持過度嚴厲的旅遊管制措施，缺少旅遊收益，澳門經濟恐怕難以正常發展」，並基於兩個不同、新的情景預出本澳今年GDP為負增長，分別是-29.2%及-26.4%[88]。
- 周焯華案完成被告答辯環節，9月29日庭審將傳召五位證人作供[89]。

## 9月29日
- 經濟及科技發展局及澳門中華總商會合辦的「2022年全城消費嘉年華」將於10月15日正式推出，直至2023年2月28日。[90]
- 周焯華案開始傳召證人，控方先傳召兩名太陽城會計部前總監作供，其中一人在控方追問下承認一間賭底面公司屬於太陽城。至於該公司周焯華是否有份？該名證人回答「是」。其後在周焯華代表律師梁永本多番追問下，該名證人回答，雖然沒有文件、證據證明「主太營」是太陽城有份的，但按自己的記憶就是這樣。最後，她承認有關說法是「靠斷估」[91]。
- 澳門城市規劃委員會退回光復圍規劃條件圖草案[92]。
- 政府跨部門舉行記者會公佈中華人民共和國國慶節黃金周期間準備工作。至於有關通關核酸的問題，治安警公共關係處處長李德輝表示，目前仍未有調整，若有最新消息會即時公佈[93]。

## 9月30日
- 周焯華案於浙江省溫州市的關聯案件審判，張寧寧36名被告分別被判處七年半至一年三個月不等的刑罰，並處罰金人民幣三百萬元至五萬元不等[94]。
- 周焯華案控方繼續傳召證人，包括前太陽城會計部員工和曾經涉及網投和網投的賭客。有會計員工證人指，知道負責核對營運報表是涉及「賭底面」；又指受上級指示有為「賭底面」公司「天貿易行」和「天象」向銀行開支票支薪。賭客證人則指可從太陽城戶口轉錢網投App戶口進行網上賭百家樂[95]。
- 公共建設局局長林煒浩表示，輕軌媽閣站工程進度順利，主體工程接近完工，稍後將安裝及調試系統，會按目標於 2023年連通氹仔線，而輕軌橫琴線及石排灣線正有序推進，目標於 2024 年通車[96]。
- 統計暨普查局公佈新一期 (6-8月)總體失業率 4.3%，較上一期上升 0.2個百分點，至於本地居民失業率上升 0.1個百分點至 5.5%；就業不足率上升 3.1個百分點至 16.5%[97]。